# Harageh
Harageh (ou encore el-Harageh ou Haraga) est un village d'Égypte, à l'entrée du Fayoum, à proximité d'El-Lahoun, où ont été trouvées des nécropoles de l'Égypte antique.

## Nécropoles
Les tombes appartiennent aux époques de Nagada (vers -3500), de la Première Période intermédiaire (vers -2150), du Moyen Empire tardif (vers -1800), du Nouvel Empire et à d'autres époques ultérieures. Elles ont été fouillées en 1913 et 1914 par Reginald Engelbach.

## Découvertes
Les cimetières du Moyen Empire sont considérés comme les mieux fouillés et publiés de l'époque. Les défunts sont le plus souvent déposés dans des tombes à puits pourvues de chambres funéraires souterraines, les superstructures ayant disparu.
Les fouilles ont révélé des statues, des stèles et des sarcophages, dont certains, inviolés, contenaient des bijoux. Quelques fragments de papyrus ont été découverts, dont un contant l'histoire de Sinouhé.